# Яльцев, Павел Дмитриевич (драматург)
Павел Дмитриевич Яльцев (1902, село Тюшево, Рыбновский район, Рязанская область — ?) — русский советский драматург.

## Биография
Родился в селе Тюшево под Рязанью. Жил в Москве. До революции работал рассыльным при магазине граммофонных принадлежностей.
Окончил учительские курсы (1921), работал в детском доме. Затем окончил ВЛХИ (1926). Писать начал в 1920-е годы. Наиболее известны одноактные пьесы Яльцева, которые во множестве ставились самодеятельными театрами, первоначально сельскими. Общее число одноактных пьес Яльцева — более пятидесяти. В их основе — современные драматургу реалии жизни простых людей.
Среди многоактных пьес в 1930-е годы наиболее популярной была пьеса «Ненависть», написанная Яльцевым в 1929 году. Эти пьесы в 1926—1929 годах ставились во многих городах Советского Союза. Член Союза писателей с 1934 года.
В начале Великой Отечественной войны записался в Московское ополчение, попал в писательскую роту, где кроме него служили и другие прозаики, поэты, драматурги и литературные критики. После нескольких месяцев на фронте был отпущен домой для лечения зубной боли. В Москве получил повестку из военкомата, подлежал как морской офицер запаса переводу во Владивосток, однако в конце сентября вернулся в свою роту.
Как офицер был всё же переведён из строевой части в политотдел, где работал над созданием истории 8-й стрелковой дивизии. Участвовал в битве за Москву, попал в окружение под Вязьмой, и, по всей вероятности, погиб. Официально признан пропавшим без вести в декабре 1941 года.

### Семья
- Отец — Дмитрий Кириллович Яльцев[1].
- Жена — Герасимович Татьяна Владимировна[5].

## Сочинения

### Одноактные пьесы[3][2]
- Друзья
- Глубокий тыл
- Тайга (1937)
- Праздник (1939)
- Встреча (1939)
- Скорый № 2 (1940)
- Вор (1940)
- Жена (1940)
- Возвращение (1940)
- Сердце (1940)
- Обычная история
- На маленькой станции
- Океан

### Многоактные пьесы[3][2]
- Волчья стая (1925)
- Ненависть (1929)
- На границе (1929)

### Публикации[3]
- Маленькие пьесы, М.-Л., 1937
- Одноактные пьесы, М.-Л., 1940; Советский водевиль, сб. № 7, М.-Л., 1929
- Сборник одноактных комедий, М., 1935
- Сборник одноактных пьес, [№ 2], М.-Л., 1939; [№ 4], М.-Л., 1941
- Веселый состав, М., 1939

### Статьи[2]
- Судьба одноактной пьесы. Театр и драматургия, № 5, 1936